# Holszanski

Das Wappen der Fürsten Holszański, Wappengemeinschaft Hipocentaur

Holszanski (polnisch Holszański), Alšėniškiai oder Alšėnų kunigaikščiai (litauisch) war ein litauisches Adelsgeschlecht. Die weibliche polnische Form des Namens lautet Holszańska. Die Familie ist 1556 mit Semeon Holszański im Mannesstamm erloschen. 

## Personen
Bedeutende Träger dieses Namens waren:
- Andrzej Holszański, Fürst von Wjasyn und wahrscheinlich Statthalter von Kiew
- Juliana Holszańska, Heilige der Russisch-Orthodoxen Kirche
- Sophie Holszańska (1405–1461), litauische Prinzessin, durch Heirat mit Władysław II. Jagiełło, Königin von Polen und Großfürstin von Litauen;
- Semen Holszański (1450–1505), litauischer Fürst, Feldherr (Großhetman der litauischen Krone) und Staatsbeamter (Starost, Wojewode, Marschall);